# Обмен Виктора Бута на Бритни Грайнер
8 декабря 2022 года США и Россия провели обмен заключёнными, обменяв Бритни Грайнер, игрока женской национальной баскетбольной ассоциации и олимпийскую спортсменку сборной США, которая ранее в том же году была осуждена в России за хранение каннабиса и приговорена к девяти годам тюремного заключения, на Виктора Бута, российского торговца оружием, который был арестован в Таиланде в 2008 году и передан под стражу Соединённым Штатам Америки, где был признан виновным в обвинениях, связанных с контрабандой оружия, и приговорён к 25 годам тюремного заключения в 2012 году. Обмен состоялся в аэропорту Al Bateen Executive Airport в Абу-Даби после нескольких месяцев переговоров.
Возможное освобождение бывшего морского пехотинца США Пола Уилана, заключённого в России по обвинению в шпионаже в 2018 году, также было частью переговоров между США и Россией. Россия отказалась освободить Уилана вместе с Грайнер в рамках обмена. Президент Джо Байден заявил, что Россия иначе относится к делу Уилана «по совершенно неправомерным причинам». Российская позиция заключалась в том, что Уилан был агентом и поэтому требовал обмена сопоставимой стоимости, такой как осуждённый в Германии офицер ФСБ Вадим Красиков. Грайнер и Бут, по их мнению, представляли меньшую ценность.
Марк Фогель, ещё один американец, задержанный в России за хранение небольшого количества марихуаны, также не участвовал в обмене заключёнными. Однако Сара Криванек, американка, задержанная по делу о домашнем насилии, была депортирована из России в тот же день, что и Грайнер.

## Предыстория Виктора Бута
После распада Советского Союза в 1991 году Виктор Бут стал известен как международный торговец оружием, продающий вооружения советского производства в Африке (в том числе в Анголе и Сьерра-Леоне, а также в Либерии при Чарльзе Тейлоре), в Азии (в том числе в Талибан) и в Южной Америке; среди его клиентов были полевые командиры, государства-изгои и повстанческие группы в зонах боевых действий. В 2002 году Бельгией был выдан ордер Интерпола против Бута за отмывание денег, после его выдачи и на фоне усиления международного давления Бут бежал в Москву, где жил в безопасности и находился под защитой российских властей.

### Уголовные обвинения в США, арест в Таиланде и экстрадиция в США

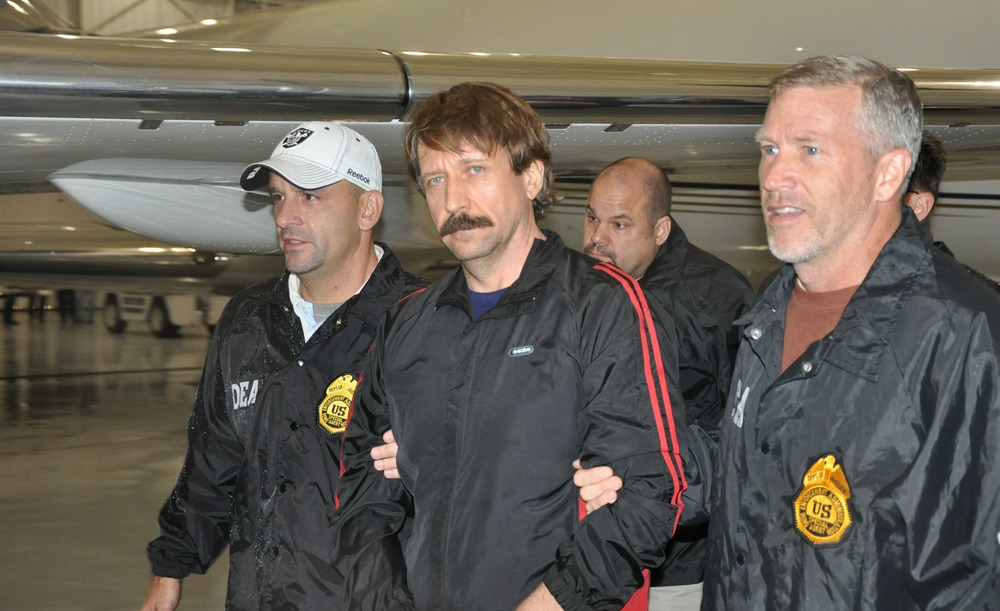
Виктор Бут под стражей агентов Управления по борьбе с наркотиками 16 ноября 2010 года после экстрадиции в США

Виктор Бут был арестован в Бангкоке 6 марта 2008 года после того, как стал мишенью спецоперации Управления по борьбе с наркотиками США, в ходе которой американские агенты, под видом представителей колумбийской повстанческой группировки FARC, вели переговоры с Бутом о поставке 100 ракет «земля-воздух» «Игла» и бронебойных ракетных установок, которые Бут сбрасывал с воздуха в согласованных местах в Колумбии. Агенты пригласили Бута в Таиланд на встречу со своим лидером. Американским прокурорам и правоохранительным органам помогал Эндрю Смулян, бывший агент южноафриканской разведки и соратник Бута, который выступал в качестве посредника и стал осведомителем против Бута.
После его ареста Королевской полицией Таиланда в марте 2008 года на основании красного уведомления Интерпола, запрошенного США, Бут и российское правительство выступили против его экстрадиции в США, но тайские суды в конечном итоге постановили (в 2010 году), что он может быть экстрадирован, чтобы предстать перед федеральным судом США. 16 ноября 2010 года Виктор Бут был экстрадирован из Таиланда в США на фоне протестов российского правительства, посчитавшего это незаконным.

### Судебное преследование и осуждение в США
Арест Виктора Бута в Таиланде в марте 2008 года был основан на уголовном иске Министерства юстиции США, поданном прокуратурой в федеральный суд Манхэттена, который был распечатан на следующий день после его ареста. В мае 2008 года Буту было предъявлено обвинение по четырём федеральным статьям, связанным с терроризмом: заговор с целью убийства граждан США; заговор с целью убийства американских офицеров и служащих; сговор с целью приобретения и использования зенитных ракет; и сговор с целью предоставления материальной поддержки или ресурсов обозначенной иностранной террористической организации. Дополнительные обвинения против него были предъявлены в феврале 2010 года. К ним относятся незаконная покупка самолётов, мошенничество с использованием электронных средств и отмывание денег.
2 ноября 2011 года, после трёхнедельного суда присяжных в Окружном суде США Южного округа Нью-Йорка, федеральном суде Манхэттена, Бут был признан виновным по всем пунктам обвинения. 5 апреля 2012 года Виктор Бут был приговорен к 25 годам тюремного заключения — минимальному сроку за сговор с целью продажи оружия иностранной террористической группе, внесенной в список США. Судья окружного суда США Шира Шейндлин постановила, что минимальный срок наказания был уместным, поскольку «не было никаких доказательств того, что Бут совершил бы преступления, за которые он был осуждён, если бы не спецоперация американских спецслужб».
Министерство иностранных дел России выступило с заявлением, в котором приговор Буту назван «политическим заказом». Во время суда адвокаты Бута намекали, что он является политзаключённым. Жена Бута Алла вскоре после этого заявила, что судья провёл процесс надлежащим образом. Бут утверждал, что если бы ко всем применялись одни и те же стандарты, все владельцы американских оружейных магазинов, «которые отправляют оружие и в конечном итоге убивают американцев», оказались бы в тюрьме.

### Приговор и тюремное заключение
В сентябре 2013 года Апелляционный суд США второго округа оставил в силе приговор Буту. Суд отклонил утверждение Бута о том, что он стал жертвой мстительного судебного преследования и что у правоохранительных органов не было законных оснований для его судебного преследования. В 2014 году Бут нанял юридическую фирму бывшего генерального прокурора США Джона Эшкрофта, чтобы она представляла его интересы, добиваясь нового судебного разбирательства на основе заявленных «недавно обнаруженных доказательств»; суды отклонили иск Бута, посчитав его необоснованным.
До обмена заключёнными в 2022 году Виктора Бута должны были освободить в августе 2029 года.

## Арест и осуждение Бритни Грайнер

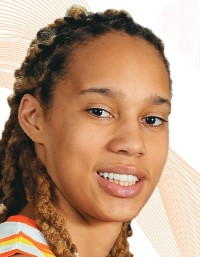
Бритни Грайнер

Бритни Грайнер была нанята в межсезонье WNBA, чтобы играть в баскетбол за команду УГМК Екатеринбург. 17 февраля 2022 года она была задержана в международном аэропорту Шереметьево после того, как Федеральная таможенная служба России обнаружила, что она перевозила картриджи для испарителей, содержащие менее грамма гашишного масла; в Аризоне ей прописали лекарственный каннабис, запрещённый в России. Некоторые официальные лица США выразили обеспокоенность тем, что Россия, возможно, использовала её в качестве рычага давления в ответ на западные санкции. Бывший сотрудник Пентагона Эвелин Фаркас выразила обеспокоенность тем, что Россия может использовать Грайнер в качестве «высокопоставленного заложника». Конгрессмен-демократ Шейла Джексон Ли (Хьюстон, штат Техас) призвала к освобождению Грайнер.
В интервью CNN конгрессмен-демократ от Калифорнии Джон Гараменди оценил, что вывезти Грайнер из России будет «очень сложно». Он заявил, что, хотя могут вестись переговоры о её освобождении, они будут сорваны тем фактом, что дипломатические отношения между Россией и Соединёнными Штатами Америки остаются натянутыми. В марте 2022 года российское государственное информационное агентство ТАСС сообщило, что московский суд продлил срок содержания Грайнер под стражей под следствием до 19 мая, а представитель ОНК заявил, что «единственной объективной проблемой оказался рост баскетболистки. Кровати в камере явно предназначены для человека меньшего роста». 23 марта Государственный департамент США заявил, что представитель американской дипломатии смог посетить задержанную Грайнер, сообщив, что она «в хорошем состоянии».
В начале мая 2022 года Государственный департамент США заявил, что они определили, что Грайнер была «неправомерно задержана», что указывает на более агрессивный подход к её освобождению. 13 мая CNN сообщил, что российский суд продлил срок её предварительного заключения до 18 июня 2022 года. Российский адвокат Грайнер Александр Бойков сказал Associated Press, что, по его мнению, относительно короткое продление срока содержания под стражей указывает на то, что дело скоро будет передано в суд. 15 мая стало известно, что США и Россия рассмотрят вопрос об обмене заключёнными, при этом Россия обменяет Грайнер на Бута, который отбыл 10 лет из 25-летнего федерального тюремного заключения в США за незаконную торговлю оружием. В мае 2022 года в своём первом публичном интервью после задержания Грайнер её партнёрша Черелл обратилась к Good Morning America и назвала Грайнер «политической пешкой».

### Судебный процесс в России

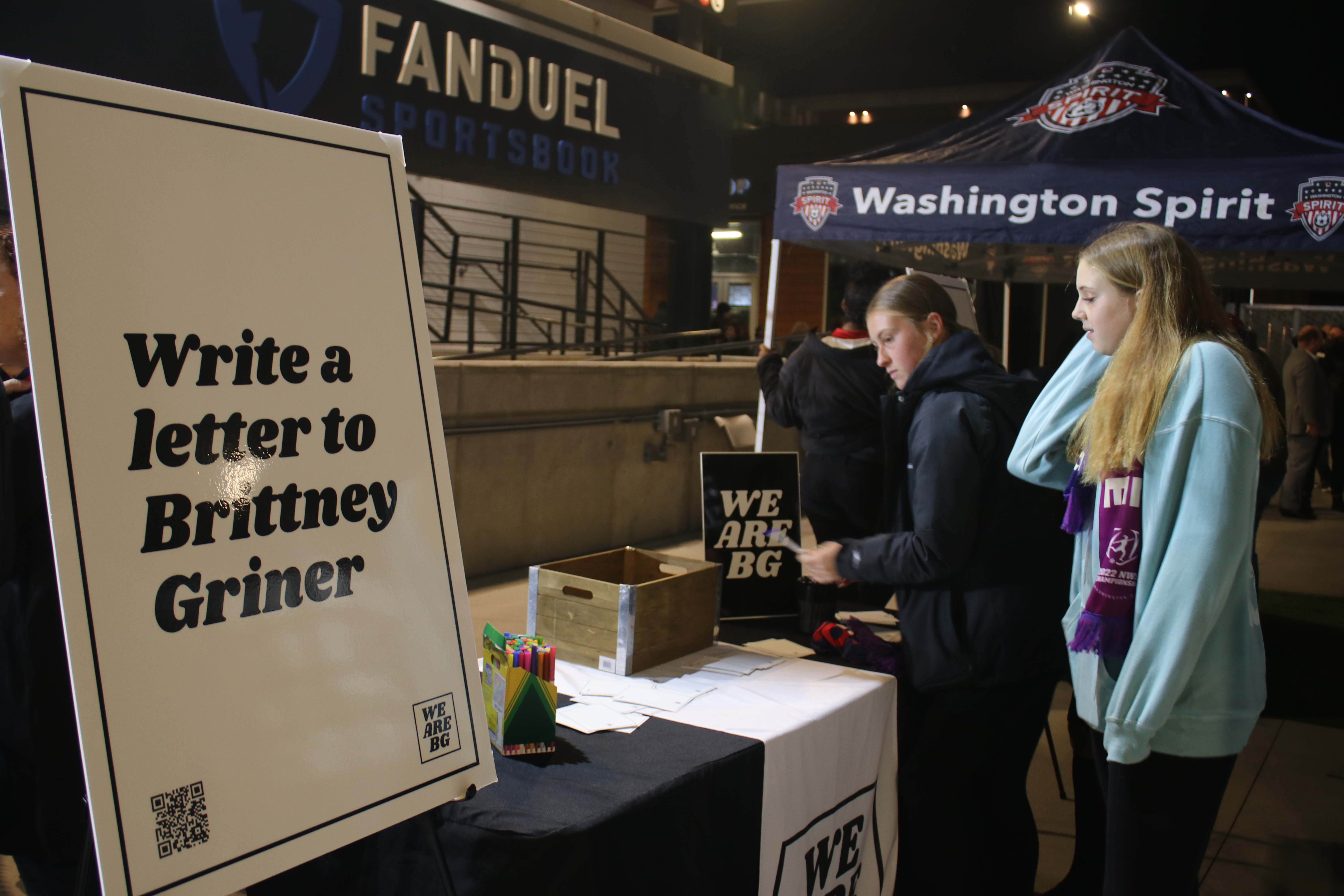
Болельщикам на чемпионате NWSL 2022 года было предложено написать письма Грайнер

По словам её адвоката Александра Бойкова, на закрытом заседании 27 июня суд в Химках назначил первое заседание по делу Грайнер на 1 июля и продлил срок её содержания под стражей на шесть месяцев до вынесения решения по её делу. Ассошиэйтед Пресс и Agence France-Presse сфотографировали её на слушаниях. На второй день суда, 7 июля, Бритни Грайнер признала себя виновной, а затем сказала: «Но никакого умысла у меня не было. Я не хотела нарушать закон». Она потребовала, чтобы ей разрешили дать показания в суде, как только у неё будет достаточно времени для подготовки.

### Приговор и тюремное заключение
4 августа суд признал Бритни Грайнер виновной и приговорил её к девяти годам лишения свободы со штрафом в размере один миллион рублей (16 301 доллар США). 17 ноября адвокаты Грайнер сообщили, что её перевели в ИК-2, женскую исправительную колонию в городе Явас Республики Мордовия. Ранее она содержалась в неизвестном месте.

## Обмен

### Переговоры
В мае 2022 года в статье Forbes утверждалось, что администрация Байдена предложила Бута в обмен на освобождение Бритни Грайнер. Ранее, в июне 2020 года, в статье агентства Reuters сообщалось, что после предъявления обвинения ветерану морской пехоты США Полу Уилану Москва изучает возможность обмена пленными Уилана на Бута и пилота Константина Ярошенко. Ярошенко был освобождён в обмен на ветерана морской пехоты США Тревора Рида в апреле 2022 года.
В июле 2022 года предложение получило дальнейшую поддержку президента Джо Байдена. 27 июля 2022 года Байден одобрил возможный обмен Грайнер и Уилана на Бута. Возможность обмена ещё более усложнилась, когда российская сторона потребовала включить в переговоры Вадима Красикова, отбывающего пожизненный срок за убийство в Германии.
Также в июле 2022 года госсекретарь США Энтони Блинкен позвонил своему российскому коллеге Сергею Лаврову, которому сделал предложение от США по освобождению Грайнер и Уилана. По данным Tagesschau, маловероятно, что Красикова вернут в Россию. 27 июля госсекретарь США Энтони Блинкен заявил, что Соединённые Штаты Америки сделали России «существенное предложение» об освобождении Грайнер и Уилана, но отказался сообщить, что именно предлагали США. В тот же день CNN сообщил, что США предложили обменять Бута на Грайнер и Уилана.

### Освобождение
Бут был передан в Россию 8 декабря 2022 года, проведя в общей сложности четырнадцать лет и девять месяцев под стражей, в том числе 3823 дня в исправительном учреждении США Марион в городе Марион, на юге штата Иллинойс. Когда пришло подтверждение того, что из обмена пленными был исключён Уилан, президент Байден сказал: «Хотя нам ещё не удалось добиться освобождения Пола, мы не сдались; и мы не сдадимся». Другой задержанный в России американец Марк Фогель также не прошёл по обмену. Однако Сара Криванек, американка, задержанная по делу о домашнем насилии, была депортирована из России в тот же день, что и Грайнер.
BBC и Khaleej Times сообщили, что наследный принц Саудовской Аравии Мухаммед ибн Салман Аль Сауд и президент Объединённых Арабских Эмиратов Мохаммед ибн Заид Аль Нахайян утверждали, что «играли ведущую роль в посреднических усилиях», но «Белый дом отрицал какое-либо посредничество». Сам обмен произошёл в аэропорту Аль-Батин в Абу-Даби. Российские СМИ показали видео обмена, на котором заключённые проходили в нескольких футах друг от друга во время обмена. После обмена Грайнер была доставлена в Сан-Антонио, штат Техас, для оценки состояния здоровья в Армейском медицинском центре Брук.

## Реакция
Республиканцы раскритиковали обмен пленными, а бывший президент Дональд Трамп назвал обмен «глупым» и «непатриотичным позором для США». Майкл Маккол, высокопоставленный республиканский член комитета Палаты представителей США по иностранным делам, заявил, что сделка «только придаст смелости Владимиру Путину продолжать его зловещую практику захвата невинных американцев в заложники для использования в качестве политических пешек».
Историк Дэвид Силби заявил: «Существует скрытое ощущение, что это часть того, что демократы сосредоточили внимание на ком-то, кто им симпатизирует, и оставили морского пехотинца», несмотря на отказ России включить Пола Уилана в обмен. Далее он заявил: «Это прекрасно вписывается в повествование о том, что многие правые рассказывают Америке о том, кто получает привилегии в Америке Байдена». Семья Уилана заявила, что поддерживает обмен.
Некоторые критические комментарии, сделанные в Интернете, ссылались на гомосексуальность Грайнер, гендерную неконформность и прошлые взгляды на поддержку протестов против национального гимна США. Дэни Гилберт, эксперт по захвату и освобождению заложников и научный сотрудник Розенвальда по внешней политике и международной безопасности США в Дартмутском колледже Центра международного взаимопонимания имени Джона Слоана Дики, резюмировал часть комментариев следующим образом: «Если вы так сильно ненавидите Соединённые Штаты, как сейчас себя чувствуете?» Гилберт также заявил, что синдром пропавшей белой женщины и мнение о том, что Грайнер, возможно, не заслуживала такой помощи, как другие заключённые, содержащиеся в России, возможно, способствовали отсутствию общественной поддержки раскрытия дела Грайнер.

## Обсуждение обмена Пола Уилана и Марка Фогеля

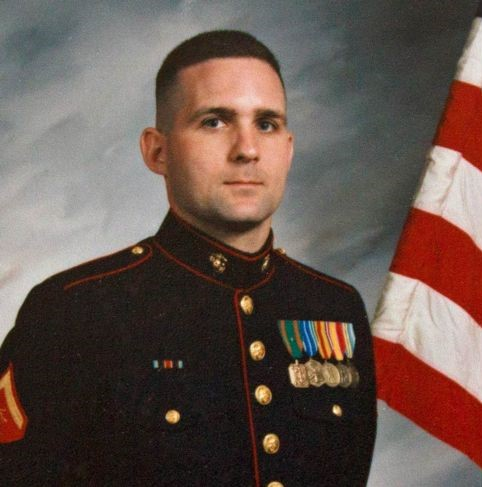
Бывший морской пехотинец США Пол Уилан

Среди других лиц, имена которых упоминались в связи с возможным обменом пленными, были Пол Уилан и Марк Фогель.
Пол Уилан был арестован в 2018 году за шпионаж в Москве и приговорён к 16 годам лишения свободы. Члены семьи рассказали, что Уилану изначально сказали, что его арестовали для обмена на российского заключённого в США, упомянув Константина Ярошенко (который позже был освобождён в обмен на американца Тревора Рида), Виктора Бута или Романа Селезнёва. 27 июля 2022 года было объявлено, что президент Джо Байден санкционировал обмен Уилана и Грайнер на Бута.
Марк Фогель был арестован в московском аэропорту в августе 2021 года после того, как власти обнаружили в его багаже 17 граммов каннабиса. Фогель работал учителем истории в московской школе и был приговорён к 14 годам заключения.
После переговоров 8 декабря 2022 года на Бута обменяли только Грайнер. Байден заявил, что «по совершенно неправомерным причинам Россия относится к делу Пола иначе, чем к делу Бритни». Уилан сказал, что он «очень разочарован тем, что для освобождения не было сделано больше». В разговоре с CNN по телефону из отдалённой российской колонии, где он содержится, он добавил: «Я не понимаю, почему я все ещё сижу здесь», хотя и рад освобождению Грайнер. Российская позиция заключалась в том, что Уилан был агентом и поэтому требуется обмен сопоставимой ценности, такой как Вадим Красиков. Грайнер и Бут считались обычными преступниками и поэтому, по их мнению, представляли меньшую ценность.